# Abbe Lane
Abbe Lane (n. 14 decembrie 1932, New York City, New York, SUA) este o actriță și cântăreață americană.

## Filmografie

### Filme de cinema
- 1953: Wings of the Hawk – Elena Noriega
- 1957: A sud niente di nuovo – Jane
- 1960: My Friend, Dr. Jekyll – Mafalda
- 1983: Zona crepusculară: Filmul – însoțitoare de bord

### Filme de televiziune
- 1958: Naked City – Estelle Reeves
- 1965: Troopa F – Lorelei Duval
- 1969: The Brady Bunch – Beebe Gallini
- 1985: Călătorie – vrăjitoarea